# NGC 7793

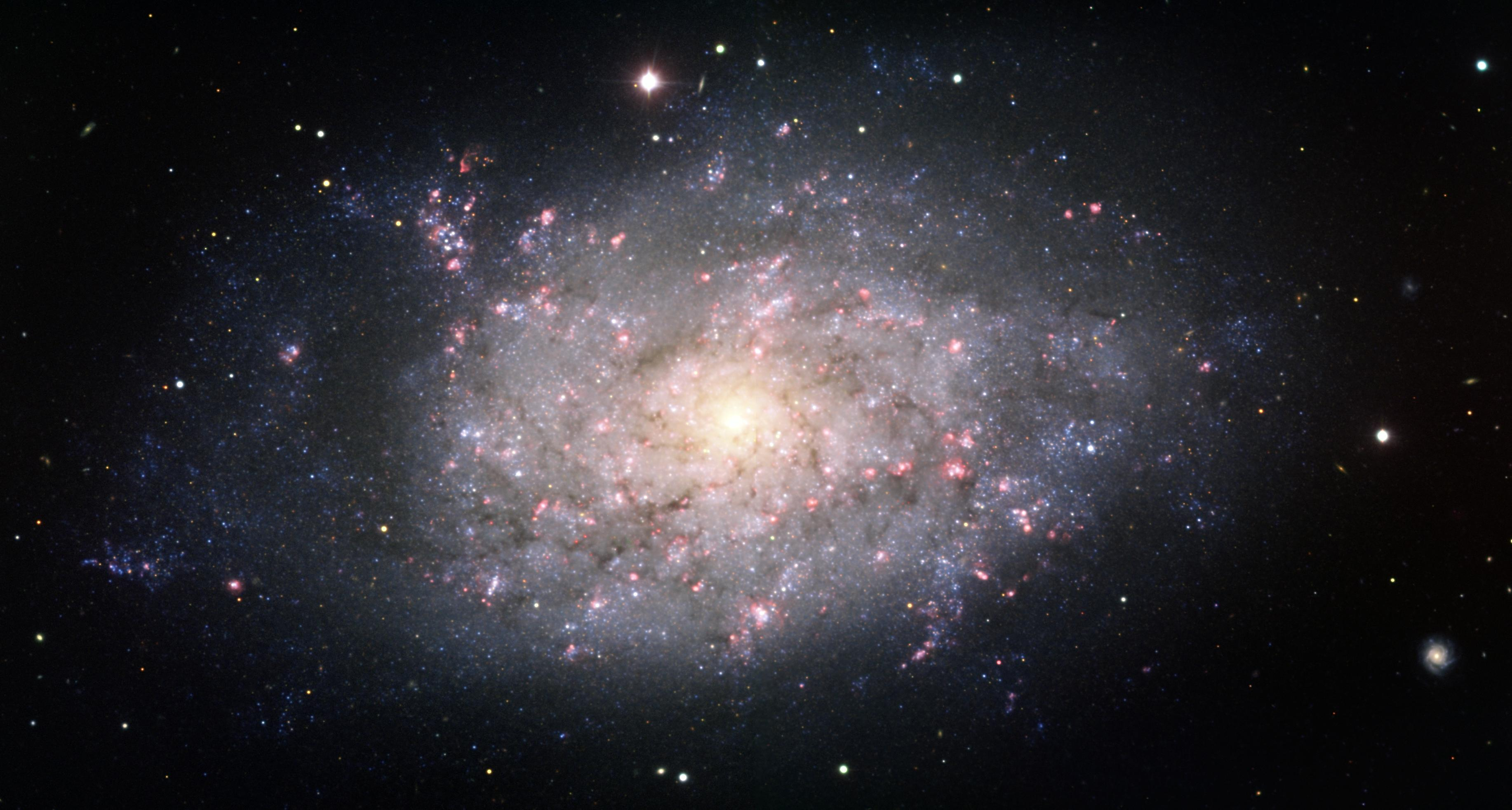
NGC 7793

NGC 7793は、ちょうこくしつ座の方角に約1270万光年離れた位置にある渦巻銀河である。ジェームズ・ダンロップが1826年に発見した。

## 銀河群
NGC 7793は、ちょうこくしつ座銀河群の中で最も明るい銀河の1つである。この銀河群は、固く結びついたNGC 253とその伴銀河を中心核として、いくつかの銀河が細長い形に緩く結びついたものである。

## 超新星SN 2008bk
2008年3月25日、NGC 7793の中で超新星SN 2008bkが発見された。視等級は12.5で、2008年に見つかった超新星の中では2番目に明るかった。

### 外腕中のブラックホール
この銀河の外腕中の太陽程度の大きさのブラックホールは、いくつかの壮観な宇宙ジェットを持っている。